# حمام تجلی
حمام تجلی مربوط به دوره قاجار است و در اورمیه، بازار قدیمی شهر واقع شده و این اثر در تاریخ ۷ مهر ۱۳۸۱ با شمارهٔ ثبت ۶۲۲۳ به‌عنوان یکی از آثار ملی ایران به ثبت رسیده است.